# Zaandam (schip, 1953)
De Zaandam is een voormalig betonningsvaartuig van het Rijksloodswezen, de voorloper van het Loodswezen. De thuishaven was Den Helder.
De Zaandam is 41,10 meter lang en 7,53 meter breed, bij een diepgang van 2,83 meter. De voortstuwing wordt verzorgd door een Werkspoor TMA 276 dieselmotor met  een vermogen van 430 pk.
Het schip is gebouwd bij de Haarlemsche Scheepsbouw Maatschappij, waar de kiel werd gelegd in november 1951. In 1953 was het gereed en kreeg het de aanduiding Zaandam A 949. Omdat het ook de taak zou krijgen om lichtschepen te bevoorraden en de bemanningen af te lossen waren er extra verblijven. Ook had het een tientons kraan en grote ballasttanks zodat de lading hoog gestouwd kon worden.
De Zaandam was het eerste betonningsvaartuig uit een serie van zes en het eerste voor buitengaats gebruik dat na de Tweede Wereldoorlog werd gebouwd, al was het vooral bedoeld voor gebruik in de zeegaten. In 1959 kreeg het schip een rondere kont.
Toen het Loodswezen in de periode van 1980 tot 1988 overging van de Koninklijke Marine naar Rijkswaterstaat, werd in 1980 het Directoraat Generaal Scheepvaart & Maritieme zaken (DGSM) de formele eigenaar en in 1988 Rijkswaterstaat zelf. 
In 1994 ging het naar het Zeekadetkorps. Achtereenvolgens werd het als korpsschip gebruikt in Vlissingen en IJmond en vanaf juni 2023 in Rotterdam. Daar is het een aanvulling en vervanging voor de Betelgeuze die anno 2025 niet kan varen wegens motorproblemen.